# Agrostis radiata
Agrostis radiata é uma espécie de gramínea do gênero Agrostis, pertencente à família Poaceae.